# Aloconota strandi
Aloconota strandi är en skalbaggsart som först beskrevs av Benick 1939.  Aloconota strandi ingår i släktet Aloconota, och familjen kortvingar. Enligt den finländska rödlistan är arten nära hotad i Finland. Arten är reproducerande i Sverige. Artens livsmiljö är sandstränder vid sötvatten.